# Mięguszowiecka Przełęcz pod Chłopkiem
Die Mięguszowiecka Przełęcz pod Chłopkiem (slowakisch Mengusovské sedlo, deutsch Wildererjoch) ist ein Gebirgspass im Süden der polnischen Woiwodschaft Kleinpolen und der Slowakei in der Hohen Tatra. Der Pass befindet sich in der Gemeinde Bukowina Tatrzańska auf dem Hauptkamm der Tatra und verbindet das Tal Dolina Rybiego Potoku mit dem Tal Mengusovská dolina. Der Pass ist 2307 m ü.N.N. hoch und grenzt an die Gipfel Mięguszowiecki Szczyt Pośredni sowie Mięguszowiecki Szczyt Czarny.

## Tourismus
▬  Auf den Pass führt ein grün markierter Wanderweg vom Bergsee Czarny Staw pod Rysami. Der Weg zum Mięguszowiecka Przełęcz pod Chłopkiem gilt nach dem Orla Perć (Adlerweg) als der zweitschwierigste Weg in der polnischen Tatra. Viele Kletterpassagen, wenige Sicherungen (einige Klammern, eine Kette) und eine extrem hohe Ausgesetztheit charakterisieren diesen anspruchsvollen Tatra-Pass am besten, der Touristen mit Höhenangst auf keinen Fall empfohlen werden sollte.

## Erstbesteigung
Der Pass wurde 1861 von einer Bergsteigergruppe Maciej Sieczka, Jędrzej Wala, Edward Homolacs, Stanisław Homolacs, Władysław Koziebrodzki, Ernst Schauer, Józef Stolarczyk, Stanisław Wodzicki zum ersten Mal urkundlich nachweisbar bestiegen.